# 大王町 (宮崎市)
大王町（だいおうちょう）とは、宮崎県宮崎市内の地名。檍地域自治区に属している。郵便番号は880-0871。

## 地理
宮崎市の中心部、檍地域自治区に属する。大淀川北岸にあり、北を昭和町・吉村町、東を一の宮町、南を潮見町、西を永楽町に囲まれた住宅地である。

## 歴史
- 1949年 - 吉村町から大王町が成立。

## 世帯数と人口
2023年（令和5年）9月1日現在の世帯数と人口は以下の通りである。
| 町丁   | 世帯数  | 人口  |
| ------ | ------- | ----- |
| 大王町 | 260世帯 | 490人 |

## 小・中学校の学区
市立小・中学校に通う場合、学区は以下の通りとなる。
| 町名   | 小学校             | 中学校             |
| ------ | ------------------ | ------------------ |
| 大王町 | 宮崎市立潮見小学校 | 宮崎市立宮崎中学校 |

## 交通

### バス
宮交グループの運営するバスが営業している。

### 道路
- 宮崎県道11号宮崎島之内線（宮崎内環状線）
- 市道吉村通線（宮崎内環状線）